# Gustaaf Adolf van den Bergh van Eysinga

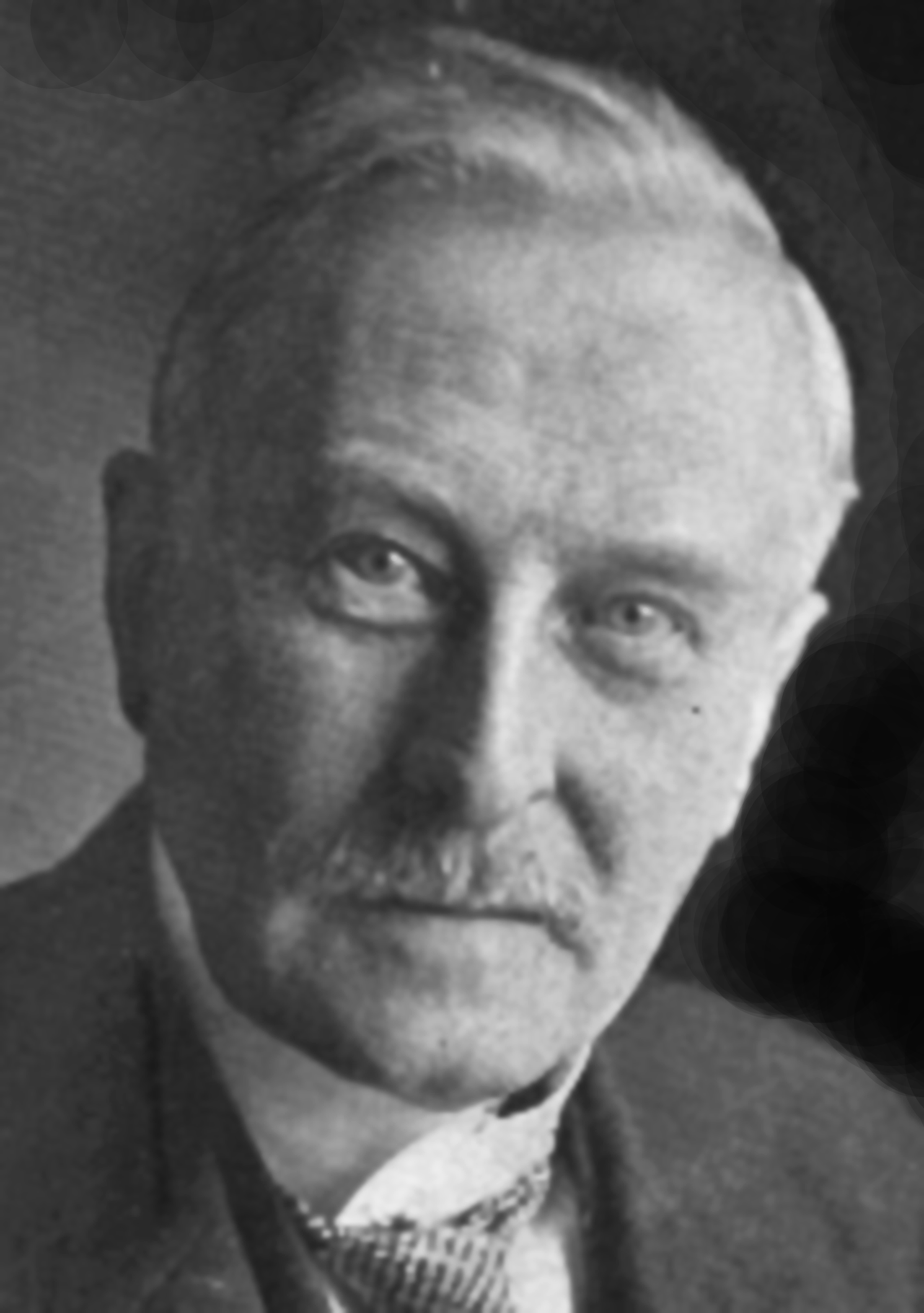
Gustaaf Adolf van den Bergh van Eysinga

Gustaaf Adolf van den Bergh van Eysinga, född 27 juni 1874 i Haag, död 26 maj 1957 i Haarlem, var en teolog inom Nederländska reformerta kyrkan och den sista representanten för den holländska radikalkritiska skolan. Han var professor vid Universiteit van Amsterdam från 1935 till 1944.
Efter gymnasiet i Sneek började van den Bergh 1893 läsa teologi i Leiden. Han disputerade 1901 hos W.C. van Manen på en avhandling om indiska influenser på Nya Testamentet. Han var starkt attraherad av den radikalkritiska riktningen med Allard Pierson, A.D. Loman, van Manen och G.J.P.J. Bolland. Dessa betraktade inga av skrifterna i Nya Testamentet som autentiska och ansåg att de var skrivna i perioden från ungefär 125 till 175. van den Bergh beskrev denna skolans historia i Die holländische radikale Kritik des Neuen Testaments (1912). År 1936 blev van den Bergh utnämnd till ordinarie professor i Nya testamentets exegetik vid Universiteit van Amsterdam.
Till skillnad från andra företrädare för den holländska radikalkritiken som höll öppet för Jesus historiska existens, avvisade van den Bergh att Jesus hade funnits. Hans uppfattning var en variant av den ahistoriska hypotesen. Det skulle ha funnits ett tidigare evangelium utan historier med endast en gnostisk myt om en gudomlig frälsare som hade kommit ner till jorden och segrat över döden. Detta evangelium skulle ha uppstått i Alexandria i kretsar av hellenistiska judar, bland andra Filon. Under ett halvt sekel efter år 70 hade gemenskapen i Rom omformat denna metafysiska myt till en biografi över en judisk Messias som hade levt innan Jerusalems fall. I Rom hade även myten om Hercules i Senecas stoicistiska tolkning fått påverka kristendomens utveckling.